# К65УП
Ракета К65УП (Р-14В, В-14В) — советская одноступенчатая геофизическая ракета с жидкостным реактивным двигателем.

## История создания
Разработана в ПО «Полёт» в г.Омске на основе баллистической ракеты средней дальности Р-14У (8К65У), разработанной в ОКБ-586 (КБ «Южное») под руководством Михаила Кузьмича Янгеля. Известна как геофизическая ракета «Вертикаль», использовавшаяся для выполнения международной программы сотрудничества социалистических стран в области исследования и использования космического пространства («Интеркосмос»).

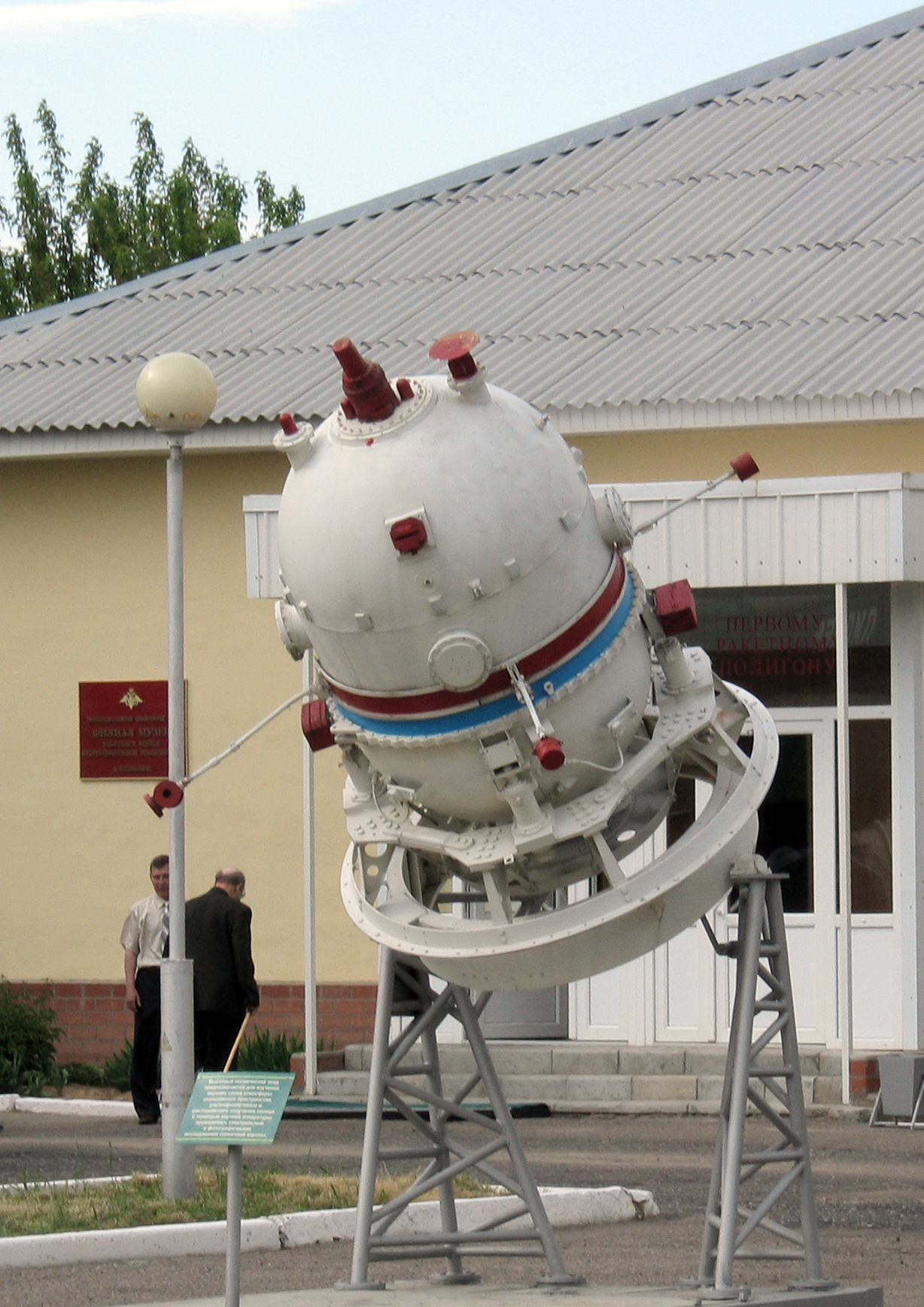
Высотный зонд атмосферный (ВЗА) — полезная нагрузка К65УП в музее полигона «Капустин Яр», г. Знаменск.

На полигоне Капустин Яр был спроектирован и создан научно-исследовательский комплекс «Мир-2». В состав входили ракета-носитель К65УП, высотный зонд атмосферный (ВЗА), высотный зонд астрофизический спасаемый (ВЗАФ-С) и неспасаемый (ВЗАФ-Н), техническая позиция (ТП) и стартовая (СП). В 1972 г. началось переоборудование наземного СК 8П865 (площадка 108) с системами стационарной заправки для обеспечения запуска ракеты-носителя К65УП.
С помощью высотных зондов ВЗА и ВЗАФ-Н проводились исследования различных параметров верхних слоёв атмосферы и ионосферы и их связи с солнечным ультрафиолетовым излучением (УФ). Зонд имел форму эллипсоида вращения длиной около 2 метров и диаметром около одного метра. Общая масса научной и радиотелеметрической аппаратуры, источников питания и вспомогательных систем около 560 кг. В приборном контейнере устанавливался комплекс научной аппаратуры для зондовых радиофизических, фотометрических и масс-спектрометрических исследований. Запускался вертикально на высоты до 500 км (ВЗА) и до 1500 км (ВЗАФ-Н). После отделения от ракеты в конце активного участка на высоте 130 и 170 км соответственно, зонд стабилизировался по трем осям с помощью гироскопической системы управления и ориентировался на Солнце с точностью 1°. После завершения программы полета ВЗА и ВЗАФ-Н не спасались.
ВЗАФ-С предназначен для исследований УФ и рентгеновского излучений Солнца и его поглощения в атмосфере. Спасаемый контейнер зонда имел сферическую форму диаметром около полутора метров, массу 860 кг, запускался на высоту 500 км. В приборном контейнере на гиростабилизированной платформе устанавливалась научная аппаратура для спектральных и фотографических исследований солнечной короны. После отделения от ракеты в конце активного участка астрофизический зонд зонд стабилизировался по трем осям с помощью газовой реактивной системы управления с точностью 1°, а платформа обеспечивала наведение приборов на Солнце с погрешностью 10 угловых секунд. После завершения программы полёта зонд с научной аппаратурой и материалами исследований спускался на Землю с помощью парашютной системы.
Одна из модификаций прибора «Аргус» — «Аргон-1» (ЦНИИ РТК) применялась в качестве высотомера, выдающего две отметки высоты (6 500 м и 1 500 м) для введения парашютов на возвращаемых зондах ВЗАФ-С Омского ПО «Полет» при проведении исследований атмосферы Земли с помощью геофизических ракет К65УП (12 пусков в период 1976—1982 гг.).

## Пуски
17 августа 1973 в 18:45 состоялся первый пуск К65УП с макетом ВЗА (высотного зонда атмосферного) на высоту 501 км.
Хронология пусков ракеты К65УП с полигона Капустин Яр:
- 1973 год — один пуск.
- 1974 год — два пуска.
- 1975 год — два пуска.
- 1976 год — три пуска.
- 1977 год — три пуска.
- 1978 год — три пуска.
- 1979 год — два пуска.
- 1980 год — три пуска.
- 1981 год — три пуска.
- 1982 год — два пуска.
- 1983 год — один пуск.

Всего с 17.08.73 по 20.10.83 с целью проведения научных исследований было произведено 25 запусков зондов омскими ракетами-носителями. Из них два были аварийными. Двенадцать пусков были с зондами ВЗАФ-С. Все пуски производились с полигона Капустин Яр.
Из общего числа пусков К65УП девять были проведены в рамках международной программы «Интеркосмос». Данные по пускам ракеты «Вертикаль» по программе «Интеркосмос» с полигона Капустин Яр:
- 02.09.75 — Вертикаль-3 (К65УП). Высота подъёма — 502 км. Проводилось исследование атмосферы и ионосферы Земли, а также взаимодействия КВ-излучения Солнца с атмосферой Земли. Страны-участники: Болгария, ГДР, СССР и Чехословакия.
- 14.10.76 — Вертикаль-4 (К65УП). Высота подъёма — 1512 км. Проводилось исследование атмосферы и ионосферы Земли, а также взаимодействия КВ-излучения Солнца с атмосферой Земли. Страны-участники: Болгария, ГДР, СССР и Чехословакия.
- 30.08.77 — Вертикаль-5 (К65УП). Высота подъёма — 500 км. Проводилось исследование КВ-излучения солнечной короны и метеорного вещества. Страны-участники: Польша, СССР и Чехословакия.
- 25.10.77 — Вертикаль-6 (К65УП). Высота подъёма — 1500 км. Проводились комплексные исследования верхней атмосферы и ионосферы Земли, а также взаимодействия КВ-излучения Солнца с атмосферой Земли. Страны-участники: Венгрия, Болгария, СССР и Чехословакия.
- 03.11.78 — Вертикаль-7 (К65УП). Высота подъёма — 1500 км. Проводились комплексные исследования верхней атмосферы и ионосферы Земли, а также взаимодействия КВ-излучения Солнца с атмосферой Земли. Страны-участники: Венгрия, Болгария, Румыния, СССР и Чехословакия.
- 29.09.79 — Вертикаль-8 (К65УП). Высота подъёма — 505 км. Проводилось исследование КВ-излучения солнечной короны. Страны-участники: Польша, СССР и Чехословакия.
- 28.08.81 — Вертикаль-9 (К65УП). Высота подъёма — 500 км. Проводилось исследование УФ-излучения Солнца. Страны-участники: Польша, СССР и Чехословакия.
- 21.12.81 — Вертикаль-10 (К65УП). Высота подъёма — 1510 км. Проводились исследования верхней атмосферы и ионосферы Земли и поглощения КВ-излучения Солнца. Страны-участники: Венгрия, Польша, Румыния, Болгария, СССР и Чехословакия.
- 20.10.83 — Вертикаль-11 (К65УП). Высота подъёма — 500 км. Проводилось комплексное исследование КВ-излучения Солнца. Страны-участники: Польша, СССР и Чехословакия.

## Технические характеристики
| Стартовая масса                               | 90 т                 |
| Двигатель                                     | ЖРД РД-216М (11Д614) |
| Реактивная тяга двигателя у Земли / в вакууме | 151,5 тс / 177,9 тс  |
| Удельный импульс у Земли/в вакууме            | 248 с / 291,3 с      |
| Компоненты топлива                            | азотная кислота-НДМГ |
| Масса полезного груза                         | 1500 кг              |
| Длина (полная)                                | 28100 мм             |
| Диаметр корпуса                               | 2400 мм              |
| Максимальный диаметр хвостового отсека        | 2800 мм              |
| Размах стабилизаторов                         | 4530 мм              |
| Высота подъёма                                | 500—1500 км          |